# Gino Girolomoni
Gino Girolomoni (Isola del Piano, 13 agosto 1946 – Fossombrone, 16 marzo 2012) è stato un imprenditore e saggista italiano.
Precursore dell'agricoltura biologica in Italia, è stato un punto di riferimento per la sua esperienza e conoscenza dei problemi ecologici italiani.

## Biografia
Nato in una famiglia contadina, nel 1970, a 24 anni, diventa sindaco del suo paese d'origine, Isola del Piano, carica che manterrà per dieci anni.
Quattro anni più tardi diventa agricoltore biologico e nel 1977, insieme alla moglie Tullia, fonda la "Cooperativa Alce Nero". Nel frattempo prende sempre più corpo l'idea di recuperare l'antico monastero di Montebello - presso Isola del Piano - e di farlo diventare centro culturale e luogo di incontri tra intellettuali, persone impegnate nel campo sociale, politico ed economico oltre ad agricoltori e contadini. Gli incontri a Montebello sono stati segnati dalle presenze, tra gli altri, di Sergio Quinzio, Ivan Illich, Massimo Cacciari, Guido Ceronetti, Paolo Volponi. Nel 2004 una tappa importante e delicata dell'attività imprenditoriale di Girolomoni è costituita dalla vendita del marchio "Alce Nero" a Conapi e Coop Fond.
Nel 1996 Girolomoni fonda "Mediterraneo", rivista di agricoltura biologica, biodinamica, ambiente, biodiversità, energia alternativa ma anche di filosofia, teologia, poesia e cultura. Alla rivista collaborano tra gli altri Guido Ceronetti, Gianni Tamino, Emmanuel Anati, Giorgio Fornoni e Piero Stefani.
Conoscitore della Bibbia e profondo credente, amico di Sergio Quinzio, Gino Girolomoni ha speso la sua vita a favore dell'agricoltura biologica e contro qualsiasi forma di brevettabilità delle forme viventi considerata come una delle forme di delirio di onnipotenza che caratterizza l'uomo. Nel 2003 e 2004 ha tenuto una rubrica fissa sul quotidiano "Avvenire" denominata "Hortus", in cui ha scritto riflessioni sull'ecologia.
È scomparso nel 2012 all'età di 65 anni, colpito da infarto mentre si trovava nei locali della cooperativa "Alce Nero".
Ora la cooperativa ha cambiato il proprio nome in "Gino Girolomoni Cooperativa Agricola" intitolando al fondatore sia la propria denominazione che il marchio dei propri prodotti.

## Opere
- Gino Girolomoni (et al.), Lettere dal monastero di Montebello. S. Pasqua 1973, Isola del Piano, Monastero di Montebello, 1973.
- Ritorna la vita sulle colline. L'esperienza della cooperativa Alce Nero, Milano, Jaca book, 1981.
- Gino Girolomoni (et al.), Lezioni di agricoltura biologica, Milano, Jaca book, 1990, ISBN 88-16-40254-7.
- Terre, monti e colline! Il caso Alce Nero, Milano, Jaca book, 1992, ISBN 88-16-40315-2.
- Viaggio intorno al Mediterraneo, Cesena, Macro edizioni, 1999, ISBN 88-7507-225-6.
- Alce Nero grida. L'agricoltura biologica, una sfida culturale, Milano, Jaca book, 2002, ISBN 88-16-40587-2.
- Un avvenire di terra. Appunti per un'economia delicata, Firenze, Libreria editrice fiorentina, 2005, ISBN 88-89264-53-5.
- Tullia dove sei?, Libreria Editrice Fiorentina, 2014. ISBN 978-88-65000-87-8.
- Maccheroni acqua e farina. 90 ricette di una rinnovata cultura alimentare, Milano, Jaca book, 2007, ISBN 978-88-16-40775-6.